# Liber usualis

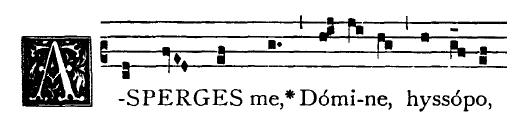
Инципит антифона Asperges, из Liber Usualis.

Liber usualis (лат., буквально «Обиходная книга») — сборник повсеместно используемых григорианских хоралов, составленный монахами Солемского аббатства св. Петра.
Книга объёмом около 1900 страниц содержит большинство используемых песнопений ординария (Kyrie, Gloria, Credo, Sanctus и Agnus Dei) и проприя мессы и оффиция — для повседневных и праздничных служб (в том числе, более двухсот страниц посвящены Страстной неделе); а также напевы и для конкретных обрядов, зафиксированные в нотной записи с IX века и исполняющиеся католиками вплоть до наших дней.
В обширном предисловии поясняется, как читать и интерпретировать римскую квадратную нотацию, в которой записаны все хоралы Liber usualis. Подробное содержание (где песнопения систематизированы по жанрам/формам, а внутри жанровых разделов — по алфавиту инципитов) позволяет легко сориентироваться в этой объёмной певческой книге.
Liber usualis впервые была издана в 1896 году в Солеме при аббате Андре Мокеро (1849—1930). После того, как Второй Ватиканский Собор (1962—1965) позволил в Конституции о литургии Sacrosanctum Concilium применять местные языки в церковных обрядах, использование традиционного латинского хорала сократилось, хотя тот же собор постановил, что григорианское пение должно сохранить «почётное место» в литургии (Sacrosanctum Concilium, 116.). Григорианские песнопения по-прежнему используются в оформлении богослужения в некоторых (немногих) католических монастырях, а также исполняются концертирующими (светскими) музыкантами, ратующими за их сохранение.